# أليساندرو دل غروسو
أليساندرو دل غروسو (بالإيطالية: Alessandro Del Grosso)‏ (27 أغسطس 1972 في إيطاليا - ) هو لاعب كرة قدم إيطالي في مركز الدفاع. لعب مع نادي باري ونادي بيزا ونادي ساليرنيتانا ونادي كاتانزارو ونادي كاتانيا ونادي نابولي ونادي كييتي كالسيو الرياضي وAtessa Val di Sangro SSD ‏ وASD Celano Calcio ‏ وASD Martina Calcio 1947 ‏ ونادي تيرامو وASD Francavilla ‏ وAvezzano Calcio ‏ وFC Francavilla ‏.

## وصلات خارجية
- أليساندرو دل غروسو على موقع قاعدة بيانات كرة القدم.إي يو (الإنجليزية)
- أليساندرو دل غروسو على موقع عالم كرة القدم.نت (الإنجليزية)